# Palpimanus stridulator
Espèce
Palpimanus stridulator est une espèce d'araignées aranéomorphes de la famille des Palpimanidae.

## Distribution
Cette espèce est endémique de Namibie.

## Description
Le mâle holotype mesure 12 mm et la femelle paratype 10,1 mm.

## Publication originale
- Lawrence, 1962 : Spiders of the Namib desert. Annals of the Transvaal Museum, vol. 24, p. 197-211 (texte intégral).